# Desmeocraera chloeropis
Desmeocraera chloeropis är en fjärilsart som beskrevs av Holland 1893. Desmeocraera chloeropis ingår i släktet Desmeocraera och familjen tandspinnare. Inga underarter finns listade i Catalogue of Life.